# Picong
Picong é um município de  quarta classe de renda municipal (d) na província Lanao do Sul, nas Filipinas. De acordo com o censo de 1 de maio  de  2020 possui uma população de 18 907 pessoas e 2 872 domicílios.